# 임동혁 (작곡가)
임동혁(任東爀, 일본식 이름: 豊原東爀도요하라 도카쿠, 1912년 9월 25일 ~ ?)은 일제강점기의 작곡가로, 본관은 풍천, 본적은 경성부 용강정(1939년 당시 주소)이다.

## 생애
연희전문학교를 졸업하고, 일본 도요 음악학교로 유학했다. 1938년부터 1940년까지 3년 연속으로 도쿄 니치니치신문(東京日日新聞) 콩쿠르 작곡 부문에 입선했으며, 조선인으로는 최초로 입선했다. 1939년 세브란스의학전문학교(현재의 연세대학교 의료원) 음악부 강사를 지냈고, 1943년 6월 경성방송관현악단에서 지휘 및 업무를 담당하면서 음악 활동을 펼쳤다.
1941년 1월 25일 조선음악협회 평의원으로 선임된 뒤부터 일제의 식민 통치와 침략 전쟁에 적극 협력했다. 1943년 8월 라디오로 방송된 군국가요 《용사가 되는 날(勇士になる日)》을 작곡했고, 《우리들은 병사로 부르심을 받았다(我等は兵に召されたり)》, 《군국의 어머니(軍國の母)》 등 각종 군국가요를 편곡했다.
군국가요 《애국일(愛國日) 노래》(1941년)를 비롯해서 《반도 학병의 노래(半島學兵の歌)》(1944년 1월), 《2계급 진급 4용사의 노래(2階級進級4勇士の歌)》(1944년 2월) 등 학병 지원을 선동하고 지원병의 무공을 칭송하는 노래, 《다케야마 대위를 따라라(武山大尉を續け)》(1943년 12월), 《야생초 꽃(野草の花)》(1943년 12월), 《얼지 말아라(な凍えそ)》(1944년 3월), 《나라에 나무를(お國に木を)》(1944년 4월) 등 일본의 침략 전쟁에 협력하자는 내용을 담은 노래를 작곡했다.
1943년 10월 잡지 《신시대》에 발표한 음악 평론 〈시국과 음악〉에서 전쟁 중인 현실에 대한 인식을 철저히 하는 음악가가 될 것을 주장했으며, 같은 해 12월 《신시대》에 발표한 음악 평론 〈음악의 일년〉에서 음악을 “전쟁 수행에 필요한 군수품”으로 정의하는 한편 건전한 음악 창작과 연주, 감상을 주장했다. 1944년 9월 18일부터 9월 19일까지 열린 항공기 헌납 음악회에서 조선교향악단을 지휘했다. 이러한 경력 때문에 민족문제연구소의 친일인명사전 수록자 명단의 문화/예술 부문, 친일반민족행위진상규명위원회가 발표한 친일반민족행위 705인 명단에 포함되었다.
광복 이후인 1946년 이화여자대학교 음악대학 교수를 역임했으며, 이후의 행적에 대해서는 거의 알려져 있지 않다.

## 주요 작품
- 《애국일(愛國日) 노래》 (1941년): 황군(일본군)에 감사하는 황국신민(일본 제국의 신민)이 되자는 내용을 담은 노래로, 이광수가 작사한 가사에 곡을 붙인 노래이다.
- 《다케야마 대위를 따라라(武山大尉を續け)》 (1943년): 태평양 전쟁 당시에 전사한 최명하(다케야마 다카시(武山隆)) 대위의 무공 정신을 계승하자는 내용을 담은 노래이다.
- 《야생초 꽃(野草の花)》 (1943년): 제2차 세계 대전 당시 버마 전선에 참전한 일본군 병사가 보낸 가사에 곡을 붙인 노래이다.
- 《용사가 되는 날(勇士になる日)》 (1943년): 시인 임학수가 작사한 가사에 곡을 붙인 노래이다.
- 《반도 학병의 노래(半島學兵の歌)》 (1944년): 학병 지원을 선동하는 내용을 담은 노래이다.
- 《2계급 진급 4용사의 노래(2階級進級4勇士の歌)》 (1944년): 지원병 출신 4용사의 무공을 찬양하는 내용을 담은 노래이다.
- 《얼지 말아라(な凍えそ)》 (1944년): 부제는 "출정병사의 어머니를 대신해 부른다"이며 황군(일본군)의 무운장구를 기원하는 내용을 담은 노래이다.
- 《나라에 나무를(お國に木を)》 (1944년): 키우던 나무를 전쟁 물자로 바치는 기쁨과 전쟁의 승리를 기원하는 내용을 담은 노래이다.

## 참고자료
- 친일반민족행위진상규명위원회 (2009). 〈임동혁〉. 《친일반민족행위진상규명 보고서 Ⅳ-15》. 서울. 56~77쪽.